# Nindža rankovi (Naruto)
U serijalu Naruto, likovi imaju posebne nindža sposobnosti. Postoje varaijacije od sela do sela, ali opšte organizacione strukture nindža sistema kod svakog sela su skoro iste. Na vrhu organizacije je vođa sela, ili Kage u slučaju pet velikih nindža sela. Šinobi savet se obično sastoji od visoko rankiranih nindži i starešina tog sela. Sve nindža snage su podeljene u tri grupe: regularne snage, ANBU i medicinske ekipe.

## Regularne snage
Regularne snage (正規部隊, Seiki Butai) su osnova za selo i njegov sistem. Većina šinobija je deo ovih snaga i bilo pojedinačno ili u timovima, oni obavljaju većinu misija. Oni su takođe zaduženi za različite dužnosti u okviru organizacije, kao što su obuka i kancelarijski rad.
Kada akademski učenik diplomira, on obično postaje deo regularnih snaga, pod rankom genina. Preko raznih ispita i testova, oni mogu da budu unapređeni u više rankove, kao što su čunin i džonin. Ponekad, kada je šinobi specijalizovan u vrlo specifičnim veštinama, može da preuzme rank specijalnog džonina, koji je rangiran između čunina i džonina. 

### Akademski student
Akademski student(忍者学校生, Akademī-sei) se obučava i priprema za težak život pravog nindže. Oni nisu pravi članovi regularnih sila, jer su još uvek u procesu ovladavanja osnovnih nindža tehnika i životnog stila. Međutim, mogu biti regrutovani u vojsku za vreme vanrednog stanja.

### Genin
Genin (下忍, Genin) je najniži rank nindža. Kada postanu genini, nindže rade uglavnom misije za privredu svojih sela. Oni se obično šalju na D-rank misije, koje su skoro u potpunosti bez rizika i bez nekog velikog fizičkog rada. Ponekad bivaju poslati i na C-rank misije, koje su malo iznad D-rank misija, i tada stoje na granici „stvarnog” nindža života. Kada je Konohagakureu ponestalo nindža s višim zvanjem, nakon Pejnove invazije, selo je moralo da pošalje genine na viši rank misija. 

### Čunin
Čunin (中忍, Chūnin) rankirane nindže su nindže koje su kvalifikovane da vode druge nindže na misijama. Genini koji nemaju dovoljno veština za rank čunina bivaju istrebljeni na čunin ispitima. Neki od njih, kao Iruka Umino i Daikoku Funeno, prelaze na funkciju Akademskih nastavnika, a drugi, kao što je Šikamaru Nara, služe kao lideri tima na malim misijama. Čunini se obično šalju na C-rank i B-rank misije. 

### Specijalni džonin
Specijalni džonin (特別上忍, Tokubetsu Jōnin) su nindže koje, umesto da treniraju kao džonini, imaju džonin nivo sposobnosti u određenim oblastima i veštinama. Oni su elitni stručnjaci u svojoj oblasti i obično se dodeljuju kao podređenima džoninima kada su im njihove usluge potrebne.  

### Džonin
Džonin (上忍, Jōnin) renkirane nindže su generalno veoma iskusni šinobiji sa velikim individualnim veštinama, i obučno služe kao vojni kapetani. Često se šalju na A-rank misije, a iskusni džonini mogu biti poslati i na S-rank misije. Nije neobično da džonin ide na misije sam. Džonin je generalno u mogućnosti da koristi najmanje dve vrste čakrine prirode, pomalo gendžicua i iznad proseka taidžicu veštine. 

### Nestali nindža
Ova titula se daje nindžama koji su napustili njihova rodna sela i pribegli zlim organizacijama, kao na primer, Akacuki. Obično su proganjani i ubijani. 

### Sanin
Sanin (伝説の三忍, Densetsu no Sannin) su bili učenici trećeg Hokagea: Džiraja, Cunade i Oročimaru. Do sada još niko nije bio imenovan ovim rankom sem njih troje.

### Kage
Kage (影, Kage — „Senka”) je vođa jednog od 5 velikih nindža sela i generalno najmoćniji nindža u njima. Oni su kolektivno poznati i kao Pet kagea (五影, Gokage). 
- Hokage („Senka vatre”) Konohagakurea
- Kazekage („Senka vetra”) Sunagakurea
- Mizukage („Senka vode”) Kirigakurea
- Raikage („Senka munje”) Kumogakurea
- Cučikage („Senka zemlje”) Ivagakurea

## ANBU
ANBU operativci (暗部, skraćenica od Ansatsu Senjutsu Tokushu Butai) dobijaju naređenja direktno od Kagea, obavljajući posebne misije na visokom nivou, kao što su ubistva i mučenje. ANBU obično rade u timovima formiranim po zahtevima misije, obezbeđujući maksimalan uspeh. Članovi ANBU-a se ručno biraju; izabrani zbog svoje individualne sposobnosti i posebnih veština. Starost, pol, poreklo ili čin nemaju nikakav uticaj. Članovi takođe mogu da napuste organizaciju, kao što se Kakaši iz nepoznatih razloga vratio na rank džonina, ali je ipak zadržao jake veze sa ANBU-om. 

## Medicinske ekipe
Medicinske ekipe (医療班, Iryō-han) su podrška šinobi snagama. Sastoje se od medicinskih nindži koji rade iza scena i leče bolesne i povređene šinobije. Mednicinske nindže su slične doktorima u bolnicama, po neke i rade tamo. One takođe stalno istražuju nove tehnike, medicinu i ljudsko telo. Iako se ne vide često, veoma su cenjeni.